# Tactiques de l'infanterie romaine

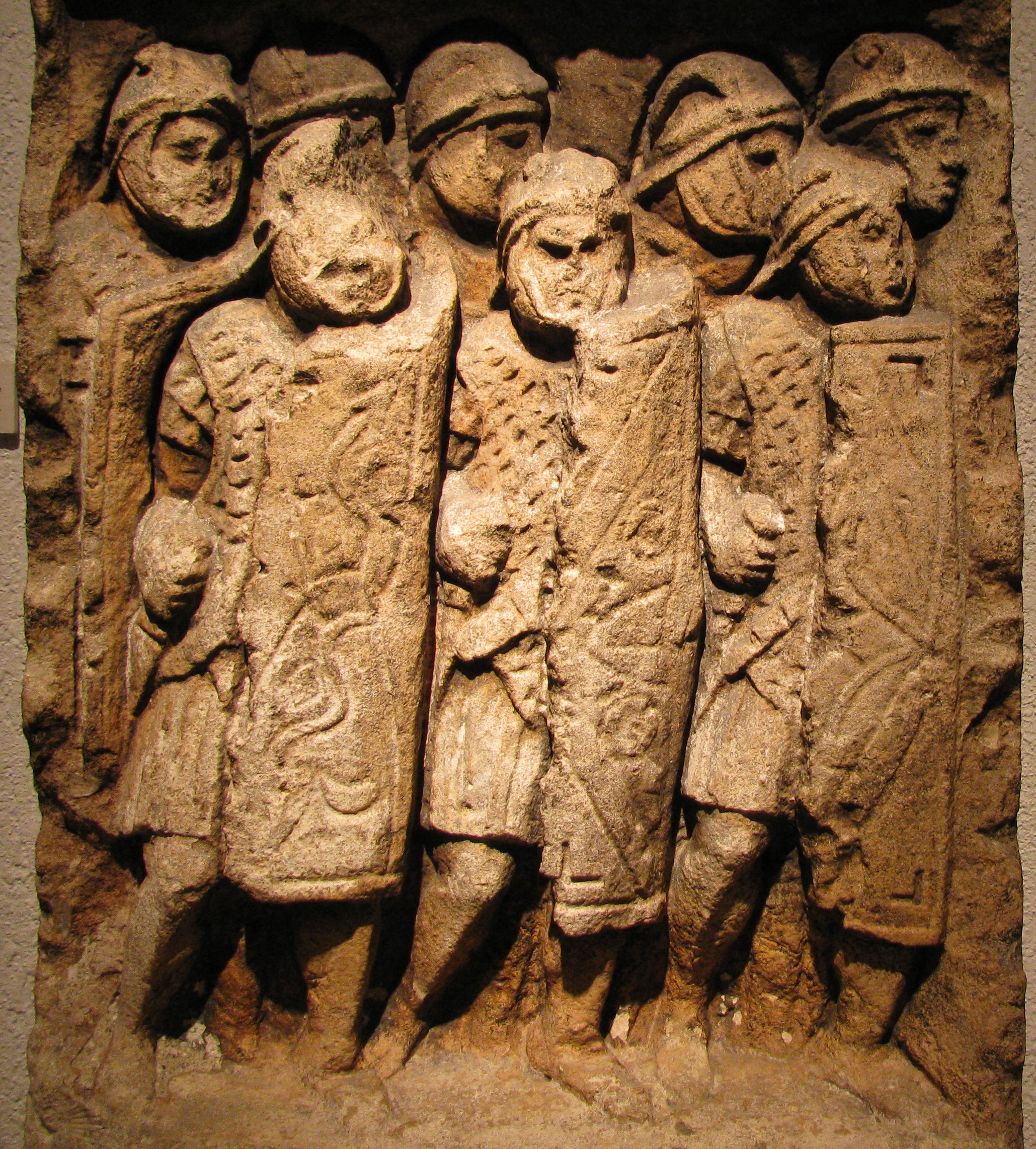
Stèle trouvée à Glanum montrant un groupe de légionnaires en formation (Lugdunum (musée) - Lyon)

Les tactiques de l'infanterie romaine font appel à différents 
types de formation, de déploiement et de manœuvre mis en œuvre depuis les débuts de la République romaine jusqu'à la fin de l'Empire. L'armée romaine fut l'instrument de la puissance de Rome. 
La « façon romaine » de faire la guerre était caractérisée par une puissante infanterie lourde organisée en légions soumises à un entraînement efficace et à une discipline rigoureuse. La puissance de l'armée romaine reposait également sur sa logistique bien organisée et sur son organisation flexible. Les autres puissances autour de la Méditerranée, Carthage, la Macédoine, les tribus gauloises et germaniques ou l'Empire Parthe furent repoussées voire vaincues par les légions romaines qui surent s'adapter aux tactiques de leurs adversaires.
L'histoire militaire romaine ne fut pas une suite ininterrompue de victoires, Rome connut des défaites et parfois des désastres militaires. Néanmoins jusqu'au IIIe siècle, elle parvint à maîtriser ses adversaires. Face à de nouveaux adversaires et tiraillée par des tensions internes, l'armée romaine ne parvint pas à s'adapter et l'infanterie lourde, pilier du système militaire romain, disparut.

## Évolution des tactiques d'infanterie
Les tactiques et les stratégies militaires romaines évoluèrent de celles d'une petite tribu guerroyant pour une domination locale à des opérations massives englobant un empire de taille continentale. Cette évolution fut affectée par les changements dans la politique, la société et dans la vie économique mais elle fut soutenue par une « façon romaine » de faire la guerre. Cette approche incluait une tendance à la standardisation, à l'emprunt et à l'adaptation du matériel étranger, une flexibilité des tactiques et des méthodes, un sens aigu de la discipline et une cohésion apportée par l'idéal de citoyenneté romaine incarné par la légion romaine. 
Il est difficile de former un tableau synthétique des tactiques romaines du fait de la durée (plus de 1 000 ans) de l'existence de la légion, on peut néanmoins distinguer plusieurs phases :
- Forces militaires basées principalement sur une forte infanterie de citoyens aux origines tribales et sur l'utilisation des premières phalanges à l'époque de la monarchie romaine. (Voir [[Histoire militaire de la Rome antique#La monarchie romaine (-753|753 av. J.-C. - -509|509 av. J.-C.)|Histoire militaire romaine sous la monarchie]])
- Sophistication croissante lors de l'expansion de l'hégémonie romaine à l'extérieur de l'Italie. (Voir Histoire militaire romaine sous la république)
- Raffinement, standardisation et rationalisation sous l'influence de Caius Marius avec l'incorporation plus large des citoyens et la professionnalisation de l'armée.
- Continuation de l'expansion, de la flexibilité et de la sophistication de la fin de la république aux débuts de l'empire (Voir Histoire militaire romaine sous l'empire)
- Barbarisation grandissante, tourmente et affaiblissement de l'infanterie lourde au profit de la cavalerie et de l'infanterie légère (Voir Fœdus)
- Disparition de l'Empire romain d'Occident et fragmentation en petites troupes locales. Cela inclut également le renversement des statuts de la cavalerie et de l'infanterie dans l'Empire romain d'Orient. Les cataphractaires formaient l'élite de l'armée tandis que l'infanterie était reléguée à un rôle auxiliaire.

## Organisation, commandement et logistique

### Structure de commandement
Une fois que le soldat avait fini son entraînement, il était assigné à une légion de 6 000 hommes dont le nombre variait entre 23 et 40. La légion était divisée en dix cohortes. Les cohortes étaient divisées en trois manipules, chacune divisée en deux centuries. La première cohorte d'une légion regroupait généralement les soldats les plus expérimentés. De nombreuses légions étaient regroupées pour former une force terrestre ou « armée ».
Une armée était commandée par un magistrat détenteur de l'imperium (consul, un proconsul ou un préteur voire un dictateur en cas d'urgence sous la République). Un promagistrat ou un légat de légion pouvait uniquement commander une seule légion et non une armée consulaire composée de plusieurs légions et d'unités alliées. Au début de la République, il était possible pour une armée d'avoir un commandement dual avec différents consuls prenant alternativement le commandement. Les légats de légion étaient des sénateurs qui assistaient le commandant d'armée. Les tribuns militaires commandaient les cohortes, les centurions commandaient les manipules et les centuries.

### Logistique
La logistique romaine était l'une des plus efficaces de l'antiquité. Parmi ses missions, l'envoi d'agents pour acheter toutes les provisions nécessaires, la construction de routes et de stocks de ravitaillement ou la location de navires pour transporter les troupes par mer. L'équipement lourd et le matériel (tentes, armes supplémentaires, équipement, etc.) était transporté par des mules et des chariots tandis que les troupes transportaient leur équipement individuel. Comme toutes les armées, l'armée romaine exploitait les ressources locales parfois en pillant les ressources des paysans ayant la malchance d'habiter à proximité du front. De même que pour la plupart des forces militaires, un assortiment de marchands, d'escrocs, de prostituées et d'autres fournisseurs de services variés suivaient la route des troupes romaines.

## L'infanterie romaine à la bataille

### Préparations initiales et mouvements vers la bataille
La marche d'approche. Une fois que la légion était déployée pour l'opération, la marche commençait. L'approche du champ de bataille se faisait en plusieurs colonnes pour améliorer la manœuvrabilité. Une forte avant-garde composée d'éclaireurs, de cavaliers et d'infanterie légère précédait généralement le corps d'armée principal. Celle-ci avait pour mission de repérer le terrain et les emplacements pour construire le camp. Des unités étaient également déployées sur les flancs pour protéger le corps principal composé de l'infanterie lourde et du convoi de matériel et de ravitaillement. 
Construction du camp fortifié. Les légions en campagne établissaient un campement puissamment fortifié composé de palissades et de fossés offrant une base pour le stockage du ravitaillement, le campement des troupes et pour la défense. Un camp était toujours mis en place même s'il n'allait être utilisé que pour une seule nuit. Les camps étaient reconstruits à chaque fois que l'armée se déplaçait et étaient tous construits sur le même modèle. Il y avait toujours quatre portes connectées par deux routes se croisant au centre du camp où se trouvaient les tentes de commandement et un autel pour les cérémonies religieuses. Tout était standardisé, depuis l'emplacement des équipements aux tâches des officiers qui devaient mettre en place les sentinelles et les ordres de marches pour les jours suivants. Le camp pouvait atteindre une centaine d'hectares pour les plus grands et pouvaient abriter jusqu'à 20 000 hommes. Un glacis de 50 mètres de large était mis en place autour du camp pour empêcher toute attaque surprise. 
Levée du camp et marche. Après un petit-déjeuner, les trompettes annonçaient le départ. Les tentes étaient rangées, l'équipement était chargé sur les mules et les unités étaient formées. Le camp était brûlé et détruit pour empêcher son utilisation par l'ennemi. Il existait cependant des camps permanents qui n'étaient évidemment pas détruits à chaque fois.
Renseignement. Les officiers romains exploitaient toujours les renseignements utiles particulièrement lors des sièges ou d'affrontements imminents. L'information était récoltée par des espions, des collaborateurs, des diplomates, des émissaires et des alliés. Les messages interceptés par les Romains lors de la deuxième guerre punique furent exploités pour déployer deux armées pour intercepter l'armée d'Hasdrubal Barca avant qu'il ne puisse renforcer l'armée d'Hannibal. Les officiers gardaient également un œil sur Rome car des rivalités politiques avaient déjà provoqué l'échec de campagnes militaires. Des éclaireurs étaient envoyés pour repérer les points faibles de l'adversaire, capturer des prisonniers et intimider les populations locales.
Moral. Si le lieu de la bataille potentielle était proche, les déplacements se faisaient prudemment. Les officiers étudiaient les lieux et l'opposition tandis que les troupes se préparaient physiquement et mentalement à la bataille. Des sacrifices aux dieux et l'annonce d'un bon présage étaient faits. Des parades étaient parfois réalisées pour tester les réactions ennemies et pour accroître le moral des soldats.

### Déploiement pour le combat

#### Disposition en ligne triple
L'infanterie romaine se déployait face à l'ennemi et à l'époque de la République, elle se déployait en trois lignes dans une formation appelée « triplex acies », chacune d'entre elles avait généralement huit rangs en profondeur. Les hastati formaient la première ligne (la plus proche de l'ennemi), les principes tenaient la deuxième ligne et les vétérans triarii occupaient la troisième ligne. Ceux-ci empêchaient la panique ou une retraite non autorisée des premiers rangs et étaient parfois utilisés comme réserve dans la bataille. En cas de défaite imminente, les première et deuxième lignes se reformaient derrière la ligne des triarii en vue d'une contre-attaque ou d'une retraite ordonnée. Comme recourir aux triarri n'arrivait que dans les cas extrêmes, l'expression latine ad triarios rediisse (tomber sur les triarii) signifiait une situation désespérée.

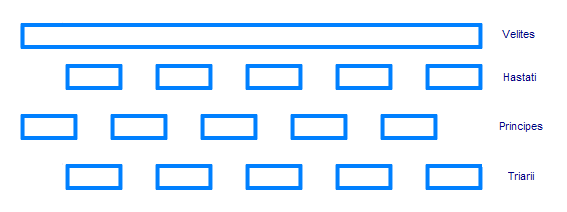
Disposition classique en trois lignes

Dans ce système en trois lignes, les écrivains romains expliquent que les manipules adoptaient une formation en quinconce lors du déploiement mais avant l'engagement. Dans la première ligne, les manipules d'hastati laissaient des espaces entre elles. Les principes de la deuxième ligne et les triarii de la troisième faisaient de même en se positionnant derrière les espaces laissés par la ligne devant eux. L'infanterie légère ou les vélites se tenaient en une ligne continue mais désordonnée.
Les manœuvres étaient très complexes du fait de la poussière soulevée par des milliers de combattants et des cris des officiers tentant de maintenir l'ordre. Plusieurs milliers d'hommes devaient se positionner à la bonne place aux côtés de l'infanterie légère et de la cavalerie. Une fois en position, la ligne de front pouvait atteindre plus d'un kilomètre.
La disposition en trois lignes resta la règle pendant plusieurs siècles. La réforme marianique supprima les divisions fondées sur l'âge et la classe sociale. Les vélites furent progressivement intégrés dans le corps des légionnaires et la réforme standardisa les armes et réorganisa les légions sur de grandes unités manœuvrantes comme les cohortes. La taille moyenne des légions augmenta et la professionnalisation se généralisa.

#### Manœuvre
Lorsque l'armée approchait de l'ennemi, les vélites en première ligne lançaient leurs javelots et se repliaient à travers les espaces aménagés entre les manipules. Il s'agissait d'une innovation importante car auparavant les tirailleurs devaient se replier à travers leurs propres lignes et y causaient une forte confusion ou s'échappaient sur les côtés. Lorsque les vélites s'étaient repliés, les centuries arrières avançaient pour combler les espaces et former une ligne continue.
À ce moment, la légion formait une ligne solide face à l'ennemi prête à engager le combat. Lorsque l'ennemi était suffisamment près, les hastati chargeaient et si le combat tournait en leur défaveur, ils se repliaient derrière les principes qui reformaient une ligne continue. S'ils ne parvenaient pas à briser l'ennemi, ils se repliaient à leur tour derrière les triarii et toute l'armée pouvait quitter le champ de bataille de manière organisée. D'après certains auteurs, les triarii formaient une ligne continue dont le mouvement vers l'avant permettait aux unités de se reformer pour retourner au combat.
Le système des manipules permettait d'engager tous les ennemis sur n'importe quel terrain, à la différence de formations plus anciennes comme la phalange, en associant la flexibilité et la force grâce à son déploiement en lignes. Le manque d'un puissant corps de cavalerie fut cependant l'un des gros défaut de l'armée romaine.

#### Formations
La formation ci-dessus était la formation standard mais elle pouvait être adaptée aux circonstances comme le montre le diagramme ci-dessous :

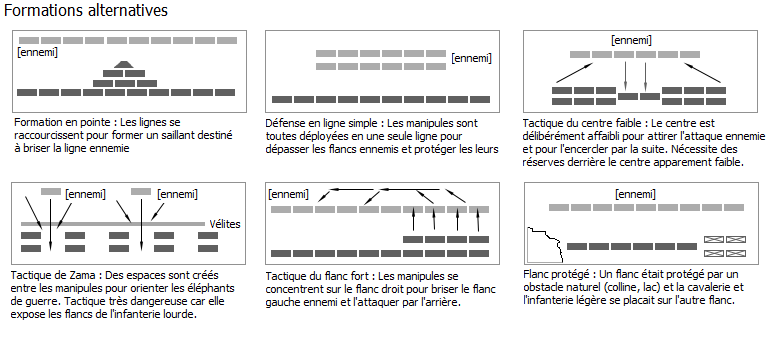

### Le combat
Après s'être positionnées comme décrit ci-dessus, les premières lignes lançaient leurs pila sur les soldats ennemis à une distance de 30 mètres. Même s'ils pouvaient provoquer la mort ou des blessures, leur rôle était de se planter dans les boucliers pour les rendre inutilisables du fait de leur encombrement. Ils étaient également conçus pour se plier et se casser et donc empêcher leur réutilisation par l'ennemi. Après avoir lancé leurs pila, les soldats dégainaient leurs glaives et engageaient le combat. L'accent était mis sur l'utilisation du bouclier pour offrir un maximum de protection tout en attaquant l'ennemi. Lors du combat, la discipline, l'équipement et l'entraînement offraient souvent un avantage décisif aux légionnaires. Dans de nombreuses batailles, particulièrement vers la fin de l'Empire, les Romains utilisaient des armes de siège comme les balistes ou les onagres en préparation du combat. Ces machines tiraient des traits ou des pierres sur les formations ennemies (bien que de nombreux historiens s'interrogent sur l'efficacité de telles armes). À la suite de ce tir de barrage, les lignes romaines avançaient, tiraient leurs pila et engageaient le combat. Une autre tactique usuelle était de provoquer l'adversaire en lançant de fausses charges et en soumettant l'ennemi à un tir de flèches provenant d'archers montés pour l'attirer dans une embuscade.

### Avantages de la formation en trois lignes

#### Flexibilité
Certains auteurs antiques comme Polybe laissent supposer que les légions pouvaient combattre avec des espaces dans leurs rangs. Cependant, la majorité des sources rapportent que la formation d'une ligne continue était la plus utilisée. Les avantages des espaces étaient évidents lors des déplacements car ils permettaient plus facilement de contourner les obstacles. Toutes les armées antiques espaçaient leurs unités comme les Carthaginois qui repliaient leurs tirailleurs dans les espaces avant la bataille. Même les organisations plus souples comme celles des tribus germaniques chargeaient en petits groupes distincts plutôt qu'en ligne.
Néanmoins, la formation romaine en quinconce était plus élaborée car les intervalles étaient plus larges et mieux organisés que dans les autres armées. De plus chaque espace était couvert par les unités de la ligne suivante. Une pénétration de ces espaces ne se faisait pas sans heurts car elle devait affronter les unités de première ligne et les unités de seconde ligne. Les espaces permettaient également de renforcer les unités combattantes avec des troupes fraîches ce qui permettait de maintenir la pression vers l'avant.

#### Combinaison d'un front continu avec des espaces de combat
Les intervalles n'étaient pas utilisés dans le cas d'espaces limités comme au sommet d'une colline ou dans un ravin lorsque l'étalement des unités n'était pas possible. Ils ne l'étaient pas non plus dans le cas de formations particulières comme dans la formation en pointe mentionnée plus haut ou lors d'un encerclement comme lors de la bataille d'Ilipa ou lors de la bataille de Zama quand toutes les unités furent disposées sur une unique ligne pour la poussée finale. Durant le chaos de la bataille, les espaces étaient graduellement comblés par le repli des unités de première ligne et l'avancée des unités de seconde ligne créant une ligne plus ou moins solide. Ainsi les espaces disparaissaient souvent au cours de la bataille.
Certains historiens considèrent que les intervalles étaient principalement utiles lors des manœuvres. Avant le combat, chaque échelon de légionnaires formait une ligne continue. Si les choses se déroulaient mal pour la première ligne, elle pouvait se replier à travers les espaces de la seconde qui se reformait ensuite. Il restait enfin la dernière ligne des triarii, qui pouvaient protéger le repli de l'armée ou permettre aux unités de se reformer. Selon certains auteurs, les armées de Jules César utilisaient peu la formation en quinconce et les légions formaient trois lignes continues. Le soutien était assuré par des petits groupes de soldats de seconde ou troisième ligne qui « filtraient » vers l'avant pour relever leurs camarades épuisés qui pouvaient se replier de la même manière,. Les unités romaines restaient ainsi flexibles en adaptant leurs formations à la situation.

#### Espacement des lignes et endurance
L'une des caractéristiques unique de l'infanterie romaine était la profondeur de ses intervalles. La plupart des armées antiques se déployaient en formations peu profondes comme les phalanges. Les phalanges comprenaient de nombreux rangs de soldats pour accroître la résistance et la puissance de l'impact mais leur approche se faisait généralement en une ligne massive en opposition avec la formation en triple ligne des Romains. Cette formation permettait de canaliser l'ennemi durant une longue durée et de concentrer la puissance jusqu'à ce que l'ennemi se disperse. Le déploiement des deuxièmes et troisièmes lignes nécessitait une attention particulière. Déployées trop tôt, elles s'empêtreraient dans le combat frontal et se fatigueraient. Déployées trop tard, elles pourraient être balayées si la première ligne commençait à se briser. Un contrôle précis devait être maintenu et les triarii recevaient parfois l'ordre de s'agenouiller pour empêcher un repli prématuré. Les commandants romains étaient par conséquent mobiles et se déplaçaient sans cesse pour envoyer des renforts s'il n'y avait plus de messagers. Le grand nombre d'officiers et la grande autonomie des sous-unités comme les manipules ou les centuries amélioraient la coordination des mouvements.
Quelle que soit la formation utilisée, l'écoulement des unités et la poussée vers l'avant restaient constantes :
"Lorsque la première ligne dans son ensemble avait fait de son mieux et devenait épuisée et affaiblie par les pertes, elle laissait sa place aux unités fraîches de seconde ligne qui progressivement se frayaient un passage jusqu'au combat. Dans le même temps, les unités épuisées de première ligne, une fois reposées et réorganisées retournaient au combat. Cela ne laissait pas présager un repli mais plutôt une fusion des deux lignes où les soldats des deux lignes combattaient ensemble. Comme l'ennemi ne recevait aucun repos et était continuellement opposé à des troupes fraîches, il s'épuisait et finissait par céder."

### Commandements suivant le déploiement

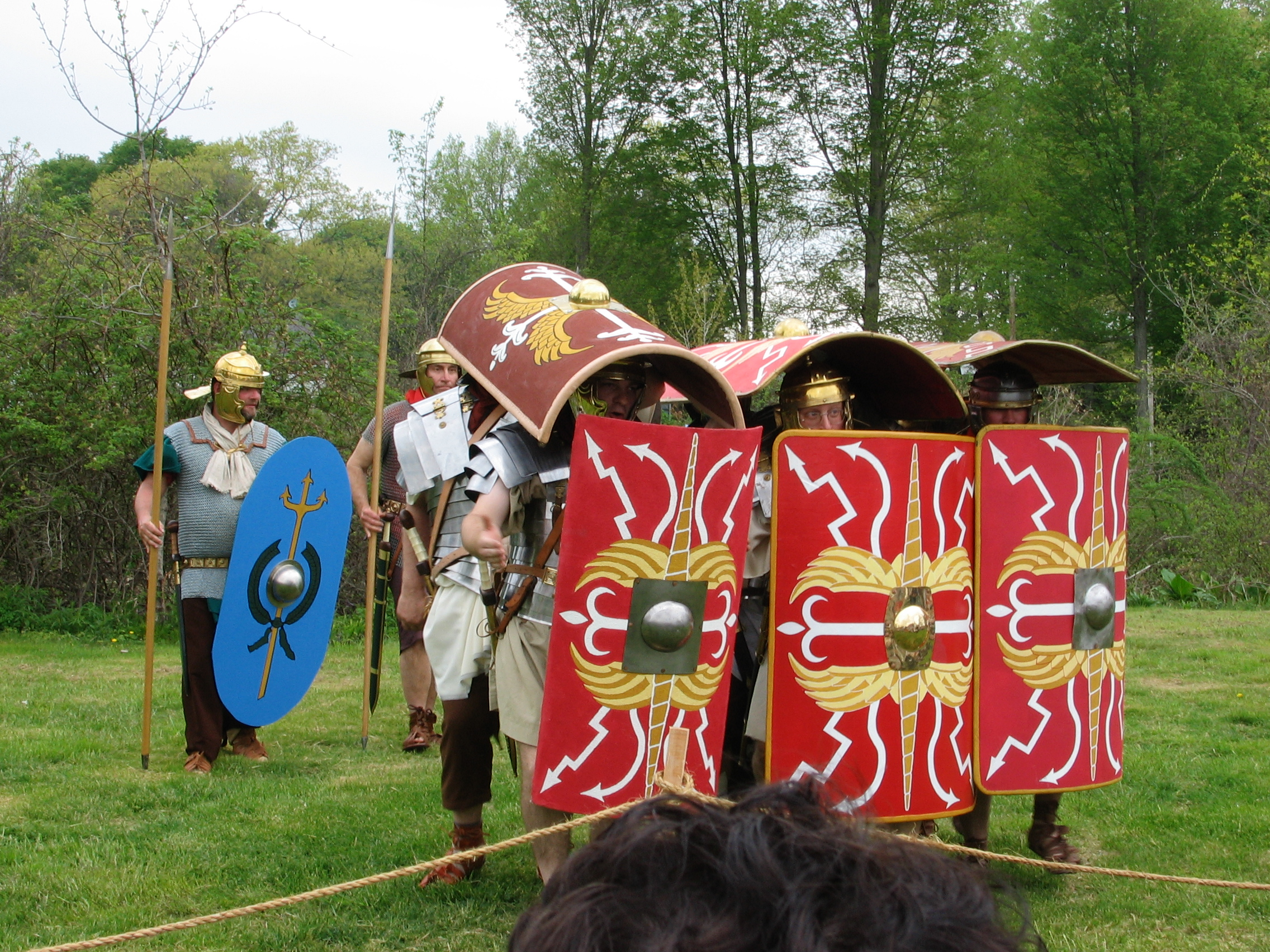
Reconstitution d'une formation tortue

Quel que soit le déploiement, l'armée romaine se caractérisait par sa flexibilité, sa discipline et sa cohésion. Différentes formations étaient utilisées selon la situation tactique. Les commandements suivants étaient utilisés pour changer de formation : 
- Au commandement Repellere equites (« repousser les cavaliers »), les légionnaires se disposaient en carré tenant leurs pila comme des lances entre leurs boucliers et se tenaient épaule contre épaule.
- Au commandement eicere pila, les légionnaires lançaient leurs pila vers l'ennemi.
- Au commandement cuneum formate, l'infanterie formait une pointe pour charger et briser les lignes ennemies.
- Au commandement contendite vestra sponte, les légionnaires adoptaient une attitude offensive et attaquaient tous les soldats qu'ils rencontraient.
- Au commandement orbem formate, les légionnaires formaient un cercle autour des archers. Cette formation était utilisée lorsqu'un petit nombre de légionnaires étaient encerclés par l'ennemi.
- Au commandement ciringite frontem, les légionnaires tenaient leurs positions.
- Au commandement frontem allargate, une formation plus souple était adoptée.
- Au commandement testudinem formate, les légionnaires formaient la  tortue. Cette formation était lente mais offrait une excellente protection contre les flèches et étaient donc utilisée lors des sièges ou en face d'archers. Elle était cependant peu efficace en combat rapproché et elle n'était utilisée que lorsque l'ennemi était suffisamment loin pour pouvoir adopter une autre formation avant le combat.

## Guerre de sièges et fortification
Assiéger les villes
De oppido expugnando était une tactique utilisée pour le siège des villes. Elle était divisée en trois phases :

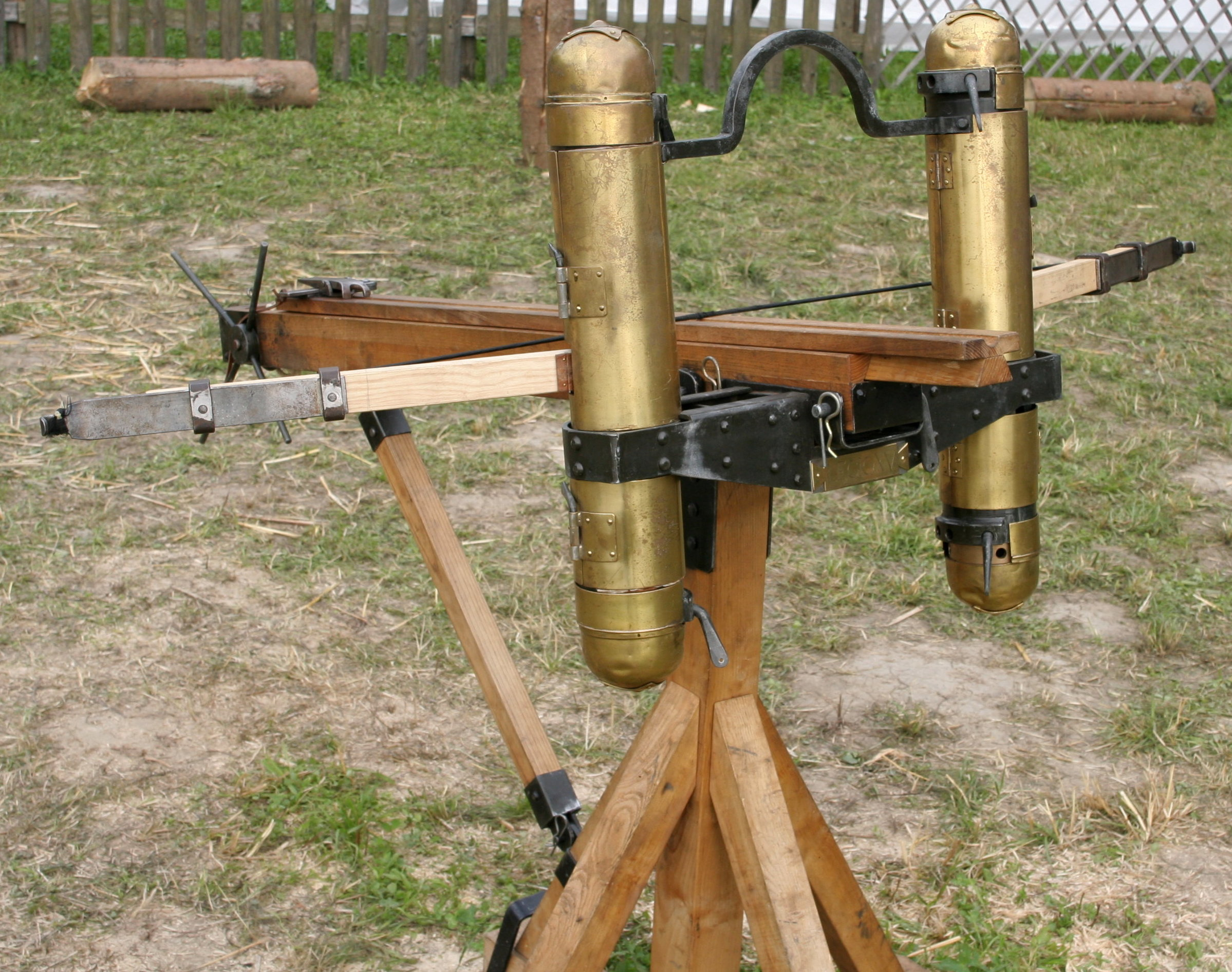
Reconstitution moderne d'une ballista

1. Dans la première phase, les ingénieurs (la cohors fabrorum) construisaient un camp fortifié près de la ville avec des murs de circonvallations et de contrevallations pour empêcher la sortie des assiégés ou l'arrivée de renforts comme lors du Siège d'Alésia. Les romains menaient parfois des travaux de sape.
2. Lors de la seconde phase, les onagres et les balistes tiraient pour couvrir l'avancée des tours de siège pleine de légionnaires prêts à prendre d'assaut les remparts. Les formations de tortues approchaient avec des béliers et des échelles pour franchir les murailles.
3. La troisième phase incluait l'ouverture des portes de la ville à la cavalerie et au reste de l'armée pour terminer la capture de la ville.

Fortifications terrestres. Les Romains furent quasiment les seuls dans l'antiquité à mettre autant l'accent sur les fortifications terrestres. Les légionnaires emportaient tous une pioche ou une pelle et un panier en osier pour transporter la terre. Ils creusaient des tranchées, construisaient des palissades et des voies d'assaut. Les opérations de Jules César à Alésia sont bien connues. La ville gauloise était entourée d'une double série de murailles destinées à bloquer la sortie des assiégés et à empêcher l'arrivée des renforts. Un réseau de camps et de fortins accompagnait ces fortifications. César fit dévier une rivière pour remplir un fossé de 6 mètres de profondeur. Des chausse-trappes étaient répandus sur le sol pour dissuader un assaut. Pour contrer l'infanterie gauloise, César comptait fortement sur la cavalerie germanique.
La puissance des campements romains avait déjà été noté dans d'autres situations, les Romains creusaient parfois des tranchées pour protéger leurs flancs lorsqu'ils étaient inférieurs en nombre. En Bretagne, des jetées étaient construites pour attaquer les points forts gaulois dans les estuaires. Vers la fin de l'Empire, l'utilisation de tels types de fortifications diminua suivant le déclin de l'infanterie lourde.

## Efficacité de l'infanterie

### L'infanterie romaine contre la phalange grecque
Forces de la phalange. Avant l'ascension de Rome, la phalange était l'une des formations militaires les plus importantes. Inventée par les Sumériens, elle fut améliorée par les cités-états grecques. La phalange atteignit le sommet de son développement sous Alexandre le Grand et lui permirent de vaincre de nombreuses armées non-européennes de la Perse à l'Inde. Équipés de lances pouvant atteindre 5,50 mètres, les soldats formaient une masse compacte. La phalange pouvait être utilisée en défense mais elle était bien plus efficace en attaque. La charge frontale était la tactique la plus utilisée, les soldats chargeaient l'ennemi et l'objectif était de le briser dès l'impact. Soutenue par l'infanterie légère et la cavalerie, la phalange d'Alexandre le Grand était sans rivale.
Faiblesses de la phalange. La phalange présentait cependant de graves faiblesses. Il s'agissait d'une formation rigide dont la force résidait dans sa compacité. La phalange ne pouvait ainsi combattre que sur un terrain uniforme car le moindre accident de terrain pouvait provoquer sa dislocation. La phalange n'était formée que pour se battre vers l'avant et elle devenait très vulnérable dès lors qu'une troupe l'attaquait sur ses arrières, ou même sur ses flancs ; les soldats ne pouvant ni se retourner, ni combattre individuellement. La bataille de Cynoscéphales entre les phalanges macédoniennes et les légions romaines marqua la fin de la phalange.
Les Romains avaient conservé certains aspects de la phalange dans leurs premières unités. La troisième ligne de soldats possédaient encore de longues lances. Celles-ci finirent par disparaître et les triarii reçurent des glaives, des boucliers et des pila dans un but d'uniformisation de l'armée. 
Les phalanges affrontant les légions étaient vulnérables face au déploiement romain en damier qui offrait à chaque soldat un espace pour le combat rapproché. Le système de manipules permettaient aux unités romaines de manœuvrer plus facilement sans avoir à conserver une formation rigide. Le système de roulement en première ligne permettait aux Romains d'aligner en permanence des troupes fraîches, ce qui était impossible dans le cas de la phalange, où chaque rang de soldats combattait isolément.
L'historien grec Polybe compara les deux formations :
"L'utilisation de la phalange nécessitait un terrain plat sans aucun obstacle.. Si l'ennemi refusait de venir au contact sur ce type de terrain.. Quelle était l'utilité de la phalange ? De plus, le soldat de la phalange ne peut pas opérer seul ou en petites unités à la différence de la formation romaine très flexible. Chaque soldat romain peut s'adapter et combattre un adversaire venant de n'importe quelle direction. Comme la formation romaine est tellement supérieure, leurs plans de batailles ont toutes les chances de rencontrer le succès."
Le système de phalange du roi grec Pyrrhus Ier fut une rude épreuve pour les Romains. Commandant expérimenté et compétent, Pyrrhus déployait une formation composée de phalanges et d'infanterie légère (peltastes) soutenue par la cavalerie et les éléphants de guerre. Il put ainsi infliger une série de défaites à l'armée romaine et montra qu'une phalange bien utilisée et soutenue pouvait être un adversaire redoutable même pour les légions romaines. Cependant, Les Romains apprirent de leurs erreurs et parvinrent à dominer la phalange après les guerres contre Pyrrhus.

#### Affrontements notables
Bataille de Cynoscéphales
Dans cette bataille, les phalanges macédoniennes occupaient initialement les hauteurs mais de nombreuses unités étaient mal disposées du fait des escarmouches antérieures. Néanmoins, l'avance de l'aile droite macédonienne enfonça l'aile gauche romaine. En revanche, l'aile droite romaine attaqua l'aile gauche macédonienne encore en ordre de marche qui ne put se défendre et se disloqua. Les Romains détachèrent ensuite 20 manipules de l'aile droite pour attaquer l'arrière de l'aile droite macédonienne. Celle-ci ne pouvant se battre que vers l'avant, la déroute était inévitable. L'organisation beaucoup plus souple de la légion romaine a exploité les faiblesses d'une phalange massive et cette victoire permit à Rome de s'assurer l'hégémonie sur la Grèce.
Bataille de Pydna
À Pydna, les belligérants se déployèrent sur un terrain plat et les Macédoniens avaient renforcé leur infanterie avec un important contingent de cavaliers. Au moment de la bataille, les phalanges avancèrent et repoussèrent les unités romaines, mais cette avancée causa leur perte car les accidents de terrain provoquèrent une perte de cohésion des phalanges. Les Romains cessèrent de combattre en ligne et les manipules exploitèrent les espaces créés par l'avancée inégale des phalanges pour contourner le mur de lances et affronter les Macédoniens au corps-à-corps où ils étaient supérieurs. Les carences du commandement macédonien furent montrées par le refus du commandant Persée de Macédoine d'envoyer sa cavalerie pour soutenir l'infanterie dans ce moment difficile. La bataille fut jouée en moins de deux heures par une déroute macédonienne qui entraîna la disparition de la Macédoine en tant que royaume indépendant.

#### Contre Carthage et Hannibal
L'armée d'Hannibal Barca n'était pas formée de phalanges classiques mais empruntait des contingents et des éléments des formations grecques. On rapporte que Pyrrhus était le général qu'Hannibal admirait le plus. Le génie tactique d'Hannibal, la solidité de ses troupes d'élite qui avaient combattu ensemble en Espagne et en Italie, et sa cavalerie sont des facteurs décisifs dans ses succès contre Rome. Il exploita également les tendances romaines, en particulier leur impatience à lancer l'attaque pour obtenir une victoire décisive. La bataille de la Trebbia, où les légionnaires durent traverser une rivière glacée pour affronter les Carthaginois, montre la façon dont Hannibal manipula ou força les Romains à l'affronter sur le terrain qu'il avait choisi. Les désastres du lac Trasimène et de Cannes forcèrent les Romains à refuser l'affrontement et à observer les Carthaginois depuis les hauteurs des Apennins où la cavalerie ennemie n'était d'aucune utilité.
Alors que les victoires d'Hannibal montrèrent que Rome était loin d'être invincible, elles ne lui permirent pas de remporter la guerre. Les Romains refusaient le combat par des mouvements constants ce qui força les Carthaginois à se replier hors d'Italie. De plus, ils lancèrent des contre-attaques victorieuses en Espagne et en Afrique. 
Ils apprirent également de leurs erreurs. Les opérations de Scipion l'Africain montrent des innovations par rapport aux batailles précédentes contre Hannibal. Il accrut la mobilité de ses unités tactiques et fit un grand usage de la cavalerie, arme que les Romains avaient traditionnellement beaucoup de mal à utiliser. Ses victoires prouvèrent la capacité romaine à s'adapter à un nouvel adversaire.

### L'infanterie romaine contre les tribus gauloises et germaniques

#### Armées barbares
L'image des ennemis gaulois de Rome a longtemps évolué. Les historiens anciens les considéraient comme des sauvages arriérés détruisant sans pitié la civilisation romaine. Des historiens plus contemporains voient en eux des proto-nationalistes résistant à l'hégémonie d'un empire conquérant. Leur bravoure est souvent célébrée comme des adversaires valeureux de Rome. Le Gaulois mourant en est un exemple. Les Gaulois sont composés d'un grand nombre de tribus dont le territoire s'étendait approximativement dans la France actuelle jusqu'au Rhin. Le terme gaulois englobe un grand nombre de peuples celtes jusqu'en Écosse. D'un point de vue militaire, ils partagent un certain nombre de caractéristiques : un armement léger, des tactiques et des organisations peu évoluées, une forte capacité de mouvement et une incapacité à livrer bataille sur une longue durée. Les sources romaines reflètent les préjugés mais ne remettent jamais en cause la bravoure et l'ardeur des Gaulois. 
"Les armes de leurs chefs étaient de longues épées à double tranchant.. Pour la défense, ils utilisaient de petits boucliers en osier. Leurs armées étaient des foules indisciplinées avec une forte tendance au pillage.. Braves jusqu'à l'imprudence, ils étaient de formidables guerriers et la férocité de leur premier assaut inspirait la terreur même chez les vétérans."

#### Premières victoires gauloises
Rome subit de nombreuses défaites face à des armées tribales. Dès l'époque de la république (vers 390 av.J-C.), ils subirent le sac de Rome par Brennos. Certains historiens suggèrent que c'est après ces débâcles contre des adversaires très mobiles que les Romains remplacèrent la traditionnelle phalange par la formation en manipules plus flexible. Le bouclier circulaire des hoplites fut élargi pour devenir le scutum offrant une plus grande protection. La lourde sarisse de la phalange fut remplacée par le pilum qu'il devenait possible de lancer. Seuls les vétérans des triarii conservèrent un temps cette lance. Ces réformes permirent aux Romains de s'imposer en Italie face aux Samnites, aux Grecs et aux Latins. À partir de ce moment, les Romains purent infliger de lourdes défaites aux Gaulois, ce qui leur permit de s'emparer de la Gaule. L'un des plus grands désastres militaires romains eut lieu en Germanie lors de la bataille de Teutobourg où trois légions furent anéanties lors d'une embuscade tendue par des tribus germaniques et mit fin à l'expansion romaine à l'ouest.

#### Forces des tribus
Quelle que soit leur culture, les tribus gauloises et germaniques se révélèrent des adversaires coriaces. Certains historiens rapportent qu'ils combattaient parfois avec des formations compactes du type de la phalange et il arrivait qu'ils utilisent une formation en pointe pour attaquer. Les facteurs qui pouvaient leur assurer la victoire contre les Romains étaient : une supériorité numérique, une attaque surprise (lors d'une embuscade par exemple), une attaque rapide au début de la bataille et un terrain difficile où les troupes romaines étaient mal à l'aise.
La plupart de leurs grandes victoires reposent sur ces éléments. Lors de la bataille de Teutobourg, les Romains tombèrent dans une embuscade à la suite de la trahison de Caius Julius Arminius. Les Germains menèrent des attaques rapides en profitant du terrain et des conditions climatiques (forêt épaisse et pluie soutenue) qu'ils connaissaient parfaitement. Ces mêmes conditions empêchèrent les Romains de se déployer et de manœuvrer et ceux-ci furent massacrés.

#### Faiblesses des tribus
Faiblesses dans l'organisation et l'équipement. En combat individuel, les guerriers gaulois étaient largement équivalents aux légionnaires. En revanche, l'organisation et les tactiques rudimentaires des armées gauloises ne faisaient pas le poids face à la machine de guerre qu'était la légion. L'ardeur des charges est souvent citée chez certains auteurs et pouvait parfois briser les lignes romaines. Néanmoins, l'organisation en profondeur des manipules et le roulement en première ligne rendait dangereux un combat prolongé pour les Gaulois. 
Les attaques sur le flanc étaient toujours possibles mais la légion était suffisamment flexible pour pouvoir pivoter et faire face à cette menace. La cavalerie déployée sur les flancs était destinée à empêcher un tel cas de figure tout comme le regroupement dans des camps fortifiés pour la nuit. Les Gaulois et les Germains combattaient également avec peu ou sans armure et avec des boucliers peu résistants, ce qui était un inconvénient face aux Romains équipés avec une armure intégrale et un casque métallique. De manière générale, les Gaulois et les Germains avaient besoin d'une bonne position initiale et devaient rapidement briser les lignes romaines pour avoir une chance de l'emporter. Un affrontement prolongé tournait toujours en défaveur des tribus.
Faiblesses en logistique La logistique romaine était un atout important dans les combats contre les tribus germaniques. Tacite rapporte dans ses Annales que le commandant romain Germanicus reconnut que des opérations prolongées en Gaule nécessiteraient de longs convois de provisions qui seraient les cibles d'attaques lors de la traversée de zones forestières ou marécageuses. Pour contrer cette menace, il ouvrit des voies maritimes et fluviales pour transporter le ravitaillement en évitant les dangereuses voies terrestres. De plus, les camps fortifiés offraient une bonne protection et permettaient de stocker les provisions nécessaires aux opérations militaires. Des routes étaient aménagées sur les terrains marécageux pour faciliter les manœuvres,. Bien que certains chefs germains aient parfois adopté les techniques romaines, la plupart des tribus ne disposaient pas de la forte organisation romaine. Comme le spécialiste allemand Hans Delbrück l'écrivit dans l'Histoire de l'art de la guerre :
"La supériorité de l'art romain de faire la guerre reposait sur l'organisation de l'armée qui permettait de concentrer un grand nombre de soldats à un point donné, de les nourrir, de maintenir la cohésion et de les déplacer de manière organisée. Les Gaulois ne pouvaient réaliser aucune de ces choses."

##### Chars gaulois
Les Gaulois démontrèrent parfois un haut niveau de sens tactique. Les chars gaulois en sont un exemple et leurs charges ont parfois menacé les forces romaines comme lors de la bataille de Sentinum où la cavalerie romaine fut mise en déroute par les chars gaulois. La discipline de l'infanterie romaine lui permit malgré tout de résister à l'assaut et de remporter la bataille.
Les chars furent également utilisés pour attaquer les troupes romaines débarquant en Grande-Bretagne mais le commandant romain les repoussa en réalisant des tirs de couvertures (avec des flèches, des frondes et des engins de siège) depuis ses navires. À terrain découvert contre César, les Gaulois déployaient des chariots biplaces avec un pilote et un lanceur de javelots qui harcelaient les légionnaires. 
Il faut cependant noter que les chars antiques étaient sur le déclin et étaient progressivement supplantés par la cavalerie. À la bataille du mont Graupius vers 84 ap-J.C, les chars celtiques furent utilisés non pas dans un rôle offensif mais pour railler l'ennemi avant la bataille en allant à droite et à gauche en lançant des volées d'insultes. La bataille fut décidée par l'infanterie et la cavalerie.

##### La guerre en Hispanie
Les peuples gallo-ibéro-celtiques, comme beaucoup d'autres tribus se regroupant sous le terme générique de « Gaulois », menèrent une lutte obstinée contre l'hégémonie romaine. Habitant dans une zone correspondant à l'Espagne et au Portugal actuels, ils luttèrent continuellement durant près de deux siècles à partir de 218 av-J.C. Initialement, Carthage était le pouvoir dominant en Espagne et celui-ci luttait contre les nombreuses tribus pour se tailler des colonies et un empire commercial principalement dans des enclaves côtières. Après l'éviction de Carthage par Rome, les tribus comme les Celtibères menèrent une lutte acharnée contre le nouvel empire. Les Lusitaniens menés par Viriatus combattirent les Romains durant près de 20 ans lors des guerres lusitanienne et de Numance mais furent finalement vaincus. La conquête de l'Hispanie ne fut pas complète avant le règne d'Auguste.
Pour vaincre, Rome utilisa ses méthodes classiques en mettant l'accent sur la combinaison de la cavalerie, de l'infanterie lourde et légère lorsqu'elle était confrontée aux tactiques de guérilla utilisées par les Ibères. Les camps romains fortifiés étaient indispensables pour soutenir les troupes et offrir des bases intermédiaires. Alors que les résultats des combats étaient mitigés, les Romains prenaient l'avantage lorsqu'ils assiégeaient les cités ibères et éliminaient systématiquement les leaders, les bases de ravitaillement et les centres de résistance. La destruction des récoltes et des villages mettait la pression sur les résistants. Les opérations de Scipion lors de la guerre de Numance illustrent parfaitement ces méthodes. Les Romains exploitaient également largement les trahisons et les traquenards comme le massacre de chefs rebelles conviés pour des négociations. Ils pratiquaient aussi la politique de « diviser pour conquérir » en signant des traités pour isoler les tribus visées et les utiliser les unes contre les autres.
Les tribus ibériques utilisaient les tactiques de guérilla mais pouvaient également assembler des armées de plusieurs milliers d'hommes. Leur cavalerie était crainte par les Romains qui se souvenaient de son rôle décisif dans les armées d'Hannibal. La connaissance du terrain était largement à l'avantage des tribus. L'une des plus grandes embuscades fut tendue par un chef de guerre nommé Carus qui élimina environ 6 000 légionnaires lors d'une attaque combinée de l'infanterie et de la cavalerie. Une autre provoqua la perte de 9 000 hommes lors d'une attaque sur une unité romaine désorganisée. Il fallut à Rome deux siècles de combats acharnés pour terminer la conquête de la péninsule Ibérique.

##### La supériorité de l'organisation romaine
La mobilité supérieure et le nombre des troupes gauloises ont souvent menacé les armées romaines que ce soit dans le cadre d'une guerre de guérilla ou d'affrontements classiques sur le champ de bataille. La proche défaite de César à la bataille du Sabis en 57 av. J.-C. prouva ce constat mais mit également en évidence la solidité de l'organisation tactique et de la discipline romaine. Lors de cette bataille, les Nerviens, les Atrébates et d'autres tribus gauloises vivant dans la Belgique actuelle massèrent secrètement leurs troupes dans les forêts alentour tandis que les Romains étaient occupés à construire un camp fortifié sur la rive opposée de la rivière. Deux légions transportant le ravitaillement et le matériel approchaient lentement. Occupés à la construction du camp, les troupes romaines étaient dispersées. Traversant la rivière peu profonde, les Gaulois lancèrent une violente attaque sur les troupes romaines clairsemées. 
À ce moment, la situation était à l'avantage des tribus gauloises car elle rassemblait les quatre conditions évoquées ci-dessus : une supériorité numérique, l'élément de surprise, une attaque rapide et un terrain favorable qui dissimula l'approche des guerriers jusqu'au dernier moment. Les Gaulois avancèrent rapidement et la déroute totale des troupes romaines semblait inévitable. César et ses officiers tentèrent de rassembler les unités qui malgré un désordre total parvinrent à tenir le choc grâce à leur discipline. Une charge des Nerviens à travers un vide dans les lignes romaines manqua de faire basculer la bataille car ils parvinrent à s'emparer du camp romain et menacèrent le flanc romain. L'arrivée rapide des légions acheminant le matériel permit de repousser les Nerviens épuisés. Menés par la Xe légion, les Romains lancèrent une contre-attaque qui repoussa les Gaulois. La bataille fut longtemps indécise et montra la bravoure des Gaulois et la cohésion des Romains. Les pertes romaines furent importantes mais l'armée gauloise fut anéantie et cette bataille permit à Rome d'achever la conquête de la Gaule.

##### La supériorité de la stratégie gauloise
La violence de la charge des Gallo-Germains et la valeur individuelle des combattants est fréquemment évoquée par les auteurs antiques. La bataille de Gergovie prouva néanmoins que les Gaulois étaient capables d'un haut degré de sens stratégique dans la conduite des opérations au-delà du simple rassemblement de guerriers sur le champ de bataille. Sous le commandement de leur chef de guerre Vercingétorix, les Gaulois réalisèrent une stratégie incluant une politique de terre brûlée, le refus d'une bataille rangée, l'isolement et la destruction de petites unités romaines et l'attaque des convois de ravitaillement. Son application systématique prouva son efficacité contre les Romains. César comptait vaincre les Gaulois en les attirant dans une bataille rangée.
Gergovie était située au sommet d'une haute colline et Vercingétorix disposa le gros de son armée sur le flanc de celle-ci. Il entraîna ses soldats et lança des escarmouches quotidiennes contre les Romains qui avaient réussi à s'emparer d'une position surélevée et y avaient construit un petit camp retranché à 3 km du camp principal de César. Le ralliement de 10 000 guerriers éduens dont de nombreux cavaliers auparavant fidèles à César (retournés par des agents de Vercingétorix) créa une menace sur l'arrière du dispositif romain et sur les convois de ravitaillement promis par les Éduens. Quatre légions furent envoyées pour faire face à cette menace. Cela donna à Vercingétorix la possibilité de lancer une attaque sur les deux légions restantes sur place. Une fois ses arrières sécurisés, César fit demi-tour à marche forcée et parvint à repousser les Gaulois. Il lança ensuite une attaque pour s'emparer de l'oppidum mais celle-ci échoua à cause de problèmes de communication. 
Le siège n'étant plus tenable, César commença la retraite et tenta une nouvelle fois d'attirer les Gaulois dans une bataille rangée mais ceux-ci restèrent dans la place forte et ne lancèrent que des escarmouches. Le combat difficile autour de Gergovie fut la première grande défaite des Romains lors de la conquête de la Gaule.
Les Gaulois furent cependant incapables de maintenir cette stratégie et Vercingétorix fut piégé à Alésia et dut affronter la totalité de l'armée romaine soit environ 50 000 légionnaires et 20 000 auxiliaires. Cette concentration massive de soldats permit à César de repousser les assauts gaulois qu'ils vinssent de l'intérieur ou de l'extérieur du dispositif. La stratégie de Vercingétorix démontra néanmoins un grand sens tactique. Comme A. Goldsworthy l'écrivit : « La stratégie de Vercingétorix était bien plus évoluée que celles employées par les anciens opposants de César ». À Alésia, cette stratégie mobile devint entièrement statique. Les Gaulois livrèrent bataille à un endroit qui n'était pas préparé pour un siège de longue durée où César pouvait rassembler la totalité de son armée sans avoir à livrer bataille contre des menaces sur ses arrières et où ses lignes de ravitaillement n'étaient pas menacées. À Gergovie en revanche, les forces romaines furent divisées à cause de l'arrivée d'une force gauloise sur ses arrières (les Éduens) menaçant ses lignes de ravitaillement. La résistance de la ville et la pression due au manque de ravitaillement avaient conduit César à se retirer offrant une victoire aux Gaulois. Comme l'écrivit un historien : 
« Avant la défaite d'Alésia, la stratégie de Vercingétorix avait permis de chasser César du centre de la Gaule.. En s'attaquant au ravitaillement des Romains comme Fabius l'avait fait contre Hannibal, les Gaulois remportèrent de nombreuses petites victoires en s'attaquant aux faiblesses de l'ennemi. La force de leur cavalerie leur permit de rassembler rapidement des unités pour attaquer les points faibles des Romains et la destruction du ravitaillement était un aspect incontournable de la stratégie gauloise ».

### Victoire par l'attrition
En Espagne, il fallut 150 ans d'une lutte acharnée, de sièges, de combats, de traités brisés, de villages brûlés et de captifs réduits en esclavage pour prendre le contrôle de la péninsule ibérique. Tant que le sénat romain acceptait d'envoyer toujours plus de ressources et de soldats pour remplacer les pertes, la victoire était inéluctable par épuisement de l'adversaire.
La destruction systématique de tout le potentiel économique et humain de l'adversaire était appelé vastatio par les Romains. Les récoltes et le bétail étaient détruits ou saisis et les populations locales étaient massacrées ou réduites en esclavage. Ces tactiques étaient parfois utilisées pour mener des opérations de représailles sur les tribus qui réalisaient des raids de l'autre côté de la frontière. En Germanie, les troupes romaines appliquèrent une politique de terre brûlée contre leurs ennemis germains, dévastant le territoire dont ils dépendaient pour leurs approvisionnements. « Le pays fut ravagé par les flammes et par l'épée 70 kilomètres à la ronde ; Pas de pitié quels que soient l'age et le sexe ; Les lieux sacrés et profanes connurent le même sort, tout fut rasé jusqu'au sol.. » (Tacite, Annales). Cette approche destructrice fut également utilisée lors de la Révolte juive de Bar Kokhba. Le commandant romain Severus évita les batailles rangées contre les juifs et mena une campagne de destruction systématique de la région. Cet aspect de « guerre d’usure » contraste avec la notion de commandement éclairé parfois vu dans les descriptions de l'armée romaine.
Les historiens notent cependant que Rome équilibrait souvent la guerre de destruction avec une diplomatie habile, comme la tactique de César de destruction violente des tribus gauloises qui s'opposaient à lui et les accords conciliants qu'il réalisait avec les tribus qui se soumettaient. Rome utilisait également une grande variété de méthodes pour inciter les élites des peuples conquis à coopérer et à s'intégrer dans l'empire. Cette tactique de la carotte et du bâton fait partie intégrante de la « façon romaine » de faire la guerre.

### L'infanterie romaine contre la cavalerie

#### Problèmes tactiques causés par le combat contre la cavalerie
La cavalerie manquait de manière récurrente aux armées romaines. Rome entreprit progressivement la mise en place d'unités de cavalerie, souvent d'ailleurs par le biais de recrutement de mercenaires issus des peuples soumis (equites singulares), qui ne resteront cependant que des « auxiliaires » de la légion d'infanterie, clé de voûte de la tactique militaire romaine. Bien que représentant le tiers des effectifs à la fin de l'Empire, la cavalerie restait une arme « auxiliaire ».
La cavalerie ennemie fut l'un des plus grands défis rencontrés par l'infanterie romaine. Combinant à la fois la puissance et la mobilité, la cavalerie exploitait les faiblesses de la légion, sa lenteur de déplacement et de déploiement. La défaite face à de fortes unités de cavalerie était un événement récurrent dans l'histoire militaire romaine. Les campagnes d'Hannibal illustrent ce constat, les cavaliers numides et gaulois flanquaient systématiquement les formations romaines, déstabilisant tout le dispositif des légions. La plus grande victoire d'Hannibal, à Cannes (considérée comme l'un des plus grands désastres militaires romain), était avant tout une lutte entre fantassins mais la cavalerie joua un rôle clé.

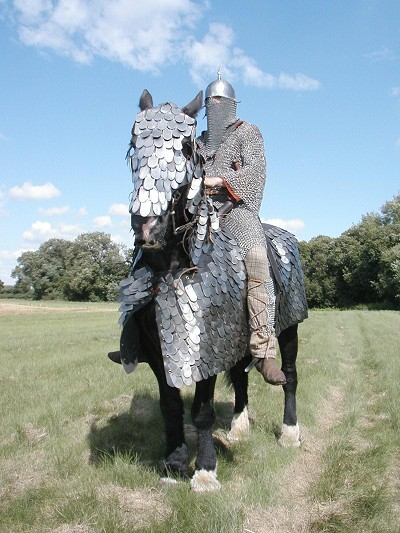
Reconstitution d'un cataphractaire parthe

Les Romains étaient encore plus dépourvus face à la cavalerie lourde de l'Empire parthe. Les Parthes et leurs successeurs utilisaient un grand nombre de cavaliers rapides dont l'objectif était de harceler et d'épuiser les unités romaines avant que le coup de grâce ne soit délivré par les cataphractaires lourdement protégés. Les deux types de cavalerie utilisaient de puissants arcs composites dont les flèches pouvaient percer les armures romaines. Les cataphractaires étaient utilisés comme troupes de choc qui engageaient l'ennemi avec leurs lourdes lances dans une violente charge après que celui-ci eut été affaibli par des nuées de flèches. Les Parthes menaient également une politique de terre brûlée évitant toute bataille décisive et essayaient d'attirer les Romains sur un terrain non favorable loin de leurs bases. La débâcle de la bataille de Carrhes vit une défaite totale des troupes romaines face à la cavalerie parthe.

#### Tactiques efficaces
Alexandre le Grand parvint à repousser les cavaliers asiatiques avec de puissants détachements d'infanterie légère et de tirailleurs puis faisait charger sa cavalerie lourde. Les opérations du commandant romain Publius Ventidius Bassus montrèrent les trois tactiques générales utilisées par les légions pour lutter contre les unités montées ennemies. Ces innovations permirent à ce vétéran des légions de César de remporter de nombreuses victoires contre les Parthes vengeant le désastre de Carrhes. En trois batailles distinctes, il ne chassa pas seulement les armées parthes du territoire romain, il réussit également à tuer les trois commandants en chef des troupes parthes lors des batailles. Les ajustements de Ventidius étaient :
1. Accroissement de la puissance de feu : Ventidius voulut neutraliser l'avantage parthe de la puissance de feu en ajoutant de nombreux frondeurs dont le tir rapide permit de tenir à distance les cavaliers parthes. Dans les engagements qui suivirent, les généraux romains accrurent le nombre de cavaliers et de frondeurs qui furent par la suite équipés de balles de plomb pour accroître leur portée et leur létalité[27].
2. Carré creux : Cette formation offrait une défense à 360°. Dans le carré, les troupes pouvaient se recroqueviller contre les tirs de flèches en utilisant leur large bouclier. Cela ralentissait évidemment la progression et les exposaient aux charges des cataphractaires. Les légionnaires utilisaient alors leurs pila comme des lances présentant une haie de lances face aux cavaliers. Dans le carré, les tirailleurs étaient protégés et pouvaient riposter. Le carré était vulnérable lorsque le terrain (traversée d'un pont, d'une montagne ou d'un ravin) provoquait la perte de cohésion. Dans ce cas, des sous-unités pouvaient être déployées pour couvrir l'avancée du reste de l'armée[39].
3. Sécuriser les hauteurs et les autres points stratégiques : Dans ses trois victoires contre les cavaliers, l'infanterie de Venitidius contrôlait les hauteurs, soutenant les positions défensives et les manœuvres avec ses frondeurs. Le contrôle des positions stratégiques permettait également de bloquer les routes d'attaque adverse et facilitait les contre-attaques. Contre les cavaliers, l'infanterie lourde devait travailler étroitement avec la cavalerie et l'infanterie légère, se couvrant mutuellement car s'ils étaient isolés, ils seraient rapidement détruits[27].

D'autres leaders romains comme Antonin envahirent le territoire parthe mais durent se retirer après de lourdes pertes. D'autres comme Severus et Trajan eurent plus de succès mais ils ne parvinrent jamais à s'imposer et à contrôler les territoires parthes de manière permanente. Néanmoins, Ventidius montra que l'infanterie romaine bien commandée, bien utilisée et soutenue par d'autres unités comme les frondeurs pouvait résister à la cavalerie ennemie.

### Déclin de l'infanterie romaine
Toute histoire de l'infanterie romaine doit lutter avec les facteurs qui menèrent au déclin des légions qui avaient autrefois dominé le monde occidental. Un tel déclin est évidemment lié au délabrement des autres facettes de la société, de l'économie et de la politique romaine. Néanmoins, certains historiens mettent l'accent sur le rôle joué par les défaites romaines dans ce déclin mais il existe une pléthore d'autres théories. Deux théories majeures sont souvent évoquées pour expliquer la disparition progressive du système militaire romain classique.

#### Changements dans les légions
L’armée romaine évolua peu jusqu'au milieu du IIIe siècle A l'apogée de l'empire, 350 000 hommes étaient suffisants pour couvrir une frontière de près de 10 000 km. Cet effectif, réparti en une trentaine de légions et corps auxiliaires, devait s'affairer à réduire une, voire deux forces ennemies sur une zone parfois restreinte. Mais ces conceptions tactiques répondaient de plus en plus mal à l'extrême mobilité des nouveaux ennemis. Au IIIe siècle, une telle force ne suffisait plus à parer à la multiplicité des conflits qui s'ouvraient parfois simultanément sur toutes les frontières de l'empire. Une armée composée essentiellement de fantassins, flanquée d'une cavalerie réduite, restait impuissante face à un ennemi mobile, pratiquant la guérilla et refusant le plus longtemps possible la bataille rangée en terrain découvert. La légion de 4 500 à 6 000 hommes, telle qu'elle pouvait encore apparaître à cette date, atteignait ses limites. Ce qui faisait sa force devenait son principal handicap. Trop lourde, trop lente, l'énorme logistique qu'une légion et ses auxiliaires impliquait la freinait dans ses opérations. Une fois le rideau défensif (limes) forcé, plus rien ne pouvait arrêter les groupes barbares frontaliers dans leurs entreprises de pillage. Certains peuples barbares ne négligeaient pas d'observer leurs adversaires romains, et finissaient par pratiquer les mêmes techniques de combat. Tous ces facteurs contribuèrent en partie à rendre la légion ancienne obsolète. À cela s'ajoutaient la crise économique, l'inflation, la lenteur des communications et l'absence de coordination en temps de guerre civile et d'invasion. La nécessité d'une réforme profonde de l'armée devenait indispensable. 
En 260, l'empereur Gallien lança une série de réformes militaires destinées à adapter l'armée aux nouvelles menaces. Il accrut le rôle de la cavalerie, mieux adaptée à la mobilité des germains et recourut à des mercenaires barbares qui combattirent aux côtés des légions. La cavalerie romaine était rapide mais elle était trop faible pour s'opposer aux armées de cavaliers des Huns, des Goths ou des Vandales. Sa faiblesse fut démontrée par la bataille d'Andrinople où la cavalerie romaine fut balayée par une cavalerie ennemie bien plus puissante et nombreuse.

#### «Barbarisation» de l'infanterie lourde
La « barbarisation » est un thème récurrent dans de nombreux travaux sur Rome et ne peut être exclu lorsque l'on s'intéresse à ses forces armées. Ce terme désigne le nombre grandissant de soldats non romains dans l'armée. Ceux-ci ne faisaient pas partie de la légion romaine et servaient dans des unités auxiliaires. Il est essentiellement avancé que cet accroissement a affaibli l'armement, le moral, l'entraînement et l'efficacité militaire. Il peut également être avancé que l'emploi d'unités auxiliaires n'avait rien de nouveau, les armées de Carthage faisaient un emploi massif de mercenaires. 
En revanche, l'installation de peuples fédérés aux frontières de l'Empire vit de larges bataillons barbares marquer l'entrée dans le territoire romain avec leurs propres organisations et leaders. Ces groupes avaient tendance à négliger l'organisation, l'entraînement et la logistique romaine en faveur de leurs propres tactiques. L'affaiblissement du pouvoir central fit que Rome confia la surveillance des frontières aux barbares dont la fiabilité était limitée. De même, l'affaissement du statut de citoyen romain et la disparition de la sévère discipline romaine participèrent au déclin de l'infanterie lourde. Il était d'ailleurs courant dans le Bas-Empire romain que les peuples fédérés se soulèvent contre les Romains. Lors de la bataille d'Andrinople, les Goths se mutinèrent contre l'empereur Valens. Après cette bataille, l'armée se réforma et adopta un commandement beaucoup plus décentralisé et basé sur de petites unités. De nombreux historiens estiment que cette bataille annonce le système féodal qui sera en vigueur lors du Moyen Âge.

#### Croissance de la réserve mobile
Certains historiens avancent que la notion de « réserve mobile » dans le sens militaire moderne existait à l'époque romaine et que les changements dans l'organisation permirent le déploiement d'armées dans de nombreuses zones lorsque cela était nécessaire. D'autres pensent que les difficultés financières et les troubles politiques du Bas-Empire rendirent intenables la politique traditionnelle.
La « réserve mobile » est traditionnellement associée à Constantin Ier qui mit fin à la tactique traditionnelle consistant à masser les troupes sur les frontières fortifiées. Au lieu de cela, il mit en place une « réserve mobile » constituée des meilleures unités, placée à l'arrière du front et pouvant être déployée rapidement sur les points chauds du front. Selon certains spécialistes (Luttwak, Delbruck...), ce fut un développement positif étant donné les difficultés grandissantes liées à la gouvernance d'un vaste empire, où les problèmes économiques et le tumulte politique rendaient l'ancien système intenable. Ils comparèrent l'ancienne tactique à la Ligne Maginot qui une fois franchie ne permettait plus aucune opération militaire. 
Des auteurs antiques comme Zosime condamnèrent la politique de « réserve » qui affaiblissaient les forces militaires. D'autres spécialistes modernes (Ferrill...) virent dans ce retrait une erreur stratégique car elle laissait la protection des frontières à des forces de second ordre. Celles-ci devaient arrêter l'ennemi le temps que la réserve arrive. Ce retrait conduisit également les empereurs à confier la protection des frontières aux peuples fédérés de fiabilité douteuse, ce qui de fait conduisit l'Empire à abandonner son pouvoir sur ces territoires. Il est de plus avancé que la tactique traditionnelle n'était pas une approche purement statique semblable à la ligne Maginot mais que l'infanterie lourde soutenue par la cavalerie pouvait toujours se déplacer d'une fortification à une autre comme elle l'avait fait auparavant. 

### Crépuscule de l'infanterie lourde
Il existe de nombreuses autres théories mais tous les historiens s'accordent sur le fait que les forces traditionnelles et l'armement de l'infanterie lourde avaient décliné depuis les standards des siècles précédents. L'écrivain du IVe siècle Végèce, l'un des plus grands auteurs militaires de l'époque, voyait dans ce déclin le facteur clé des faiblesses militaires, notant que les légions avaient toujours combattu de concert avec la cavalerie et l'infanterie légère. Dans les dernières années, cette formule qui avait apporté tant de victoires s'essoufflait. Prise entre la croissance d'unités de fantassins plus légèrement armées et moins organisées et les formations de cavalerie de plus en plus importantes, l'infanterie lourde s'évanouit. Cela ne signifie pas qu'elle disparut entièrement mais que son recrutement, sa formation, son organisation et son déploiement en tant qu'élément dominant dans l'armée romaine fut grandement réduit. De manière ironique, lors des dernières batailles livrées par Rome (dans la moitié occidentale de l'Empire), les défaites subies furent généralement infligées par des forces d'infanterie (beaucoup de cavaliers combattaient à pied).
En parlant du déclin de l'infanterie lourde, Végèce louait les anciennes unités combattantes et se lamentait du fait que l'infanterie lourde avait été vaincue par des forces barbares plus faibles et moins disciplinées : 
"ceux qui trouvent le poids des armes anciennes si incommode, il faut bien qu'ils reçoivent sur leurs corps nus des blessures, et qu'ils meurent ; ou, ce qui est pire encore, qu'ils risquent ou d'être faits prisonniers, ou de trahir leur patrie par la fuite. Ainsi, en évitant de se fatiguer, ils se font égorger, comme des troupeaux, honteusement."
L'historien Arther Ferrill note que même vers la fin, certaines des anciennes formations d'infanterie étaient toujours utilisées. De telles groupes devenaient cependant de plus en plus inefficaces sans la sévère discipline et l'entraînement des siècles précédents. À la bataille des champs Catalauniques en 451, Attila rallia ses troupes en se moquant de l'infanterie romaine tant vantée, arguant qu'ils se blottissaient simplement derrière leurs boucliers. Il ordonna à ses troupes de les ignorer et d'attaquer les puissants Alains et Wisigoths à la place. C'était une triste fin pour une force qui avait autrefois dominé l'Europe, la Méditerranéenne et une bonne partie du Moyen-Orient. Il est vrai que lors de cette bataille, les Romains contribuèrent à la victoire en contrôlant les hauteurs du champ de bataille. Néanmoins ses jours étaient passés en faveur des levées massives de guerriers barbares préfigurant le Moyen Âge.